# Gary Leupp
Gary P. Leupp es un historiador estadounidense, profesor de la Universidad de Tufts y especializado en el estudio de Japón.
Es autor de obras como Servants, Shophands, and Laborers in The Cities of Tokugawa Japan (Princeton University Press, 1992), Male Colors: The Construction of Homosexuality in Tokugawa Japan (University of California Press, 1995) y Interracial Intimacy in Japan: Western Men and Japanese Women, 1543-1900 (Continuum, 2003).